# Carapicuíba
Carapicuíba ist eine der einwohnerreichsten Gemeinden und eine der kleinsten Städte im brasilianischen Bundesstaat São Paulo. Im Jahr 2018 lebten in Carapicuiba 398.611 Menschen auf 35 km²; das bedeutet eine Dichte von 11.390 Einwohnern/km².

## Geschichte
Bis 1964 war die Stadt Teil der nordwestlich gelegenen Stadt Barueri, von der sie sich unabhängig machte.

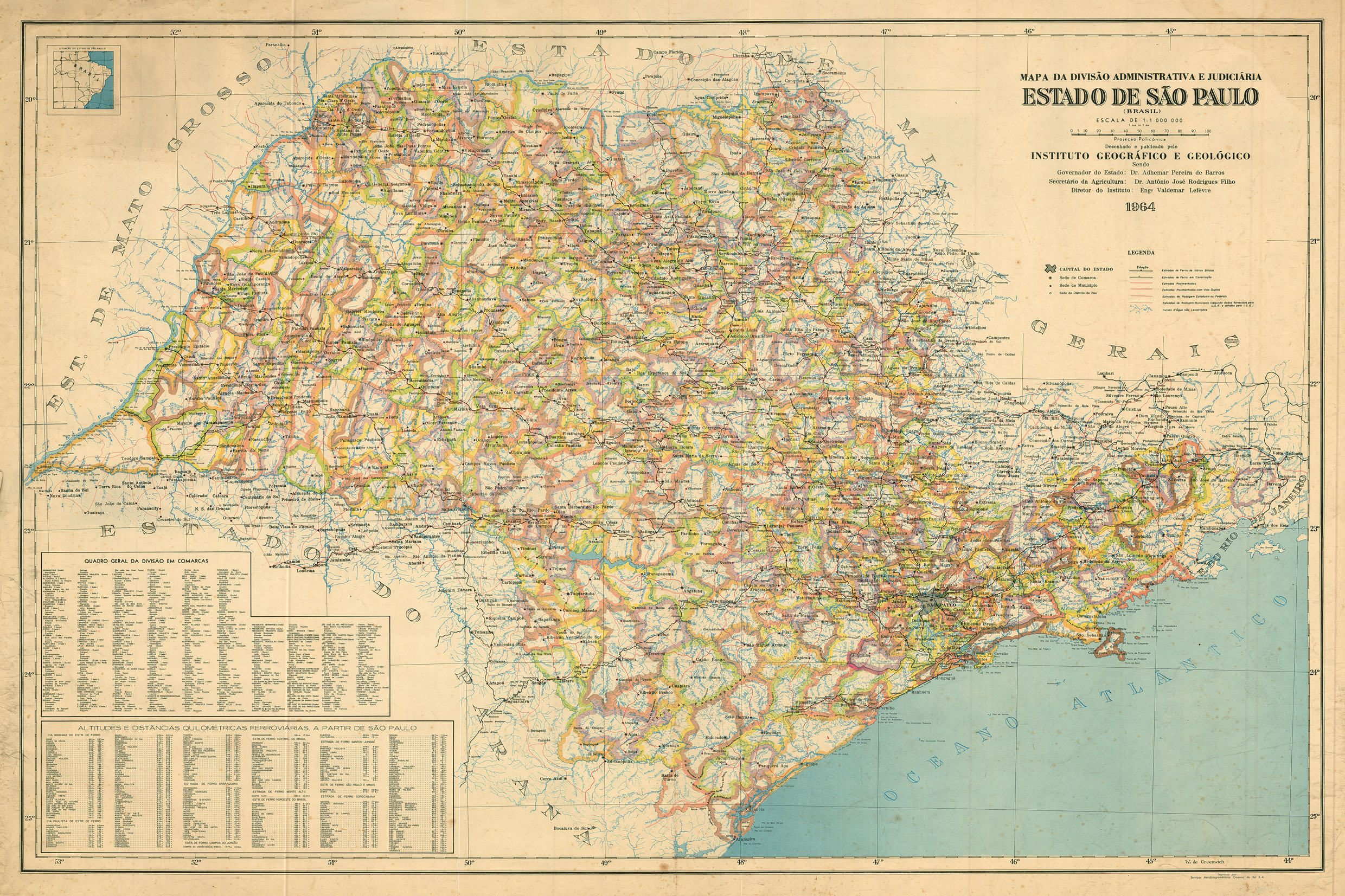
Karte des Bundesstaates São Paulo (1964).

## Söhne und Töchter der Stadt
- Amauri (* 1980), Fußballspieler
- Dener Gonçalves Pinheiro (* 1995), Fußballspieler
- Gustavo Batista (* 2002), BMX-Freestyle-Fahrer